# Cocquerel
Cocquerel és un municipi francès situat al departament del Somme i a la regió dels Alts de França. L'any 2007 tenia 202 habitants.

## Demografia

### Població
El 2007 la població de fet de Cocquerel era de 202 persones. Hi havia 76 famílies de les quals 16 eren unipersonals (12 homes vivint sols i 4 dones vivint soles), 20 parelles sense fills, 32 parelles amb fills i 8 famílies monoparentals amb fills.
La població ha evolucionat segons el següent gràfic:
Habitants censats

### Habitatges
El 2007 hi havia 112 habitatges, 77 eren l'habitatge principal de la família, 31 eren segones residències i 4 estaven desocupats. Tots els 96 habitatges eren cases. Dels 77 habitatges principals, 69 estaven ocupats pels seus propietaris, 7 estaven llogats i ocupats pels llogaters i 1 estava cedit a títol gratuït; 3 tenien dues cambres, 20 en tenien tres, 23 en tenien quatre i 31 en tenien cinc o més. 64 habitatges disposaven pel capbaix d'una plaça de pàrquing. A 38 habitatges hi havia un automòbil i a 31 n'hi havia dos o més.

### Piràmide de població
La piràmide de població per edats i sexe el 2009 era:
| Homes | Edats   | Dones |
| ----- | ------- | ----- |
| 0     | 95 o +  | 0     |
| 0     | 90 a 94 | 0     |
| 0     | 85 a 89 | 0     |
| 4     | 80 a 84 | 4     |
| 0     | 75 a 79 | 0     |
| 4     | 70 a 74 | 4     |
| 4     | 65 a 69 | 0     |
| 0     | 60 a 64 | 4     |
| 8     | 55 a 59 | 0     |
| 12    | 50 a 54 | 4     |
| 16    | 45 a 49 | 28    |
| 4     | 40 a 44 | 0     |
| 0     | 35 a 39 | 0     |
| 4     | 30 a 34 | 4     |
| 0     | 25 a 29 | 8     |
| 8     | 20 a 24 | 8     |
| 8     | 15 a 19 | 4     |
| 12    | 10 a 14 | 8     |
| 4     | 5 a 9   | 0     |
| 8     | 0 a 4   | 12    |

## Economia
El 2007 la població en edat de treballar era de 129 persones, 85 eren actives i 44 eren inactives. De les 85 persones actives 80 estaven ocupades (44 homes i 36 dones) i 5 estaven aturades (2 homes i 3 dones). De les 44 persones inactives 18 estaven jubilades, 7 estaven estudiant i 19 estaven classificades com a «altres inactius».

### Ingressos
El 2009 a Cocquerel hi havia 75 unitats fiscals que integraven 201,5 persones, la mediana anual d'ingressos fiscals per persona era de 16.169 €.

### Activitats econòmiques
Dels 5 establiments que hi havia el 2007, 1 era d'una empresa extractiva, 1 d'una empresa de comerç i reparació d'automòbils, 2 d'empreses d'hostatgeria i restauració i 1 d'una entitat de l'administració pública.
L'any 2000 a Cocquerel hi havia 7 explotacions agrícoles.

## Equipaments sanitaris i escolars
El 2009 hi havia una escola elemental integrada dins d'un grup escolar amb les comunes properes formant una escola dispersa.

## Poblacions més properes
El següent diagrama mostra les poblacions més properes.